# Bombardamento del Brinks Hotel di Saigon
Il bombardamento del Brinks Hotel di Saigon fu un attentato terroristico dinamitardo avvenuto la sera della vigilia di Natale del 1964 nella città asiatica eseguito dai Viet Cong durante la guerra del Vietnam.

## Storia
L'attentato fu progettato e realizzato da due agenti Vietcong che ne uscirono indenni e nemmeno si riuscì a catturarli. Uno di loro, Nguyen Thanh Xuan fu intervistato dallo storico Stanley Karnow dopo la conclusione della guerra e dichiarò che l'esplosivo, in tutto circa 90 kg, era stato posto nel bagagliaio dell'auto da lui guidata. Xuan ed il suo collega avevano ricevuto gli ordini da un contatto inviato direttamente dalla dirigenza comunista nordvietnamita verso la fine di novembre 1964. Avrebbero dovuto mescolarsi nella folla festante fuori dell'hotel. Ottennero uniformi dell'esercito del Vietnam del Sud dal mercato nero di Saigon e Xuan si vestì come chauffeur militare, mentre il suo socio si travestì come ufficiale. Si mescolarono con gli ufficiali sudvietnamiti, copiando le loro maniere, lo stile del linguaggio e perfino il loro stile di fumare. Ottennero poi due automobili e gli esplosivi necessari per il piano.
Inserirono gli esplosivi in una delle automobili, regolando il dispositivo a timer e le parcheggiarono nel garage sito al piano interrato dell'albergo. La bomba scoppiò all'ingresso alle 17:45. I due militari statunitensi deceduti furono il tenente colonnello James Robert Hagen(6 maggio 1921 - 24 dicembre 1964), nell'esercito da vent'anni, che spirò immediatamente ed il sergente Benjamin Beltra Castaneda (24 gennaio 1924 - 23 gennaio 1965), che morì per le ferite riportate nell'attentato solamente un mese più tardi, il 23 gennaio 1965.

## Le motivazioni
Una ricostruzione dichiarò che l'esplosione uccise due americani e ne ferì 58. I comandanti Vietcong avevano progettato l'impresa con due obiettivi in mente. In primo luogo, attaccando un'istituzione americana nel nucleo del capitale, avrebbero dimostrato una capacità di colpire nel Vietnam nel caso gli USA avessero deciso di iniziare incursioni aeree contro il Vietnam del nord.
La data fu scelta appositamente: per ottenere maggior rilievo sulla stampa internazionale, si optò per un attentato spettacolare alla vigilia di Natale, quando l'Hotel era gremito di clienti a cena durante la festa natalizia. Il secondo obiettivo era dimostrare al Vietnam del Sud che gli Americani medesimi erano vulnerabili e non avrebbero potuto contare per la loro protezione sull'intervento statunitense.

## Reazioni e conseguenze
Maxwell Taylor, l'ambasciatore degli Stati Uniti nel Vietnam del sud, il Generale William Westmoreland, a capo dell'esercito degli Stati Uniti nel Vietnam ed altri ufficiali maggiori degli Stati Uniti di Washington e di Saigon invitarono il presidente Lyndon Baines Johnson ad autorizzare i bombardamenti di rappresaglia contro il Vietnam del Nord. Johnson giocò al ribasso, dichiarando che una spirale bellica durante il periodo di Natale sarebbe stata inadeguata poiché avrebbe danneggiato il morale pubblico. Perciò rimandò la reazione alla successiva primavera, autorizzando sia i bombardamenti aerei strategici su obiettivi in territorio nordvietnamiti (alcuni dei quali siti particolarmente e pericolosamente vicini al confine cinese, a 38 km dalla frontiera), sia lo sbarco di reparti dell'esercito in territorio sudvietnamita. Tale azione fu una delle motivazioni che portarono scalata della guerra in Vietnam, di contro anche i Viet Cong reagirono alla spirale bellica statunitense, incrementando gl'attentati dinamitardi.